# Парк імені А. П. Чехова
Парк імені А. П. Чехова — парк-пам'ятка садово-паркового мистецтва місцевого значення. Об'єкт розташований на території міста Харцизьк Донецької області.
Площа — 12 га, статус отриманий у 2012 році.